# Antonio de Narváez Latorre
Antonio de Narváez y de la Torre (1733-1812) fue un político y militar neogranadino. 

## Biografía
Nacido en Cartagena de Indias en 1733, ingeniero de destacada trayectoria al servicio del Imperio español, en 1767 participa en la construcción de fortificaciones y un dique de su ciudad natal. Fue gobernador de la provincia de Panamá en 1792 y de Santa Marta en 1797. Nombrado mariscal de campo en 1802. En 1808 es comandante general de Cartagena. Electo para representar a Nueva Granada ante la Junta Suprema Central el 16 de septiembre de 1809, no embarco porque esta desapareció y no puedo informar de los agravios que motivaban quejas de los cabildos de Bogotá, Popayán, Socorro, Tunja y Loja. Participó en la declaración de independencia de las Provincias Unidas de Nueva Granada. Fue padre de Juan Salvador Narváez Latorre, conde de Santa Cruz de la Torre. Muere en 1812.